# St. Johannes Baptist (Rüthen)

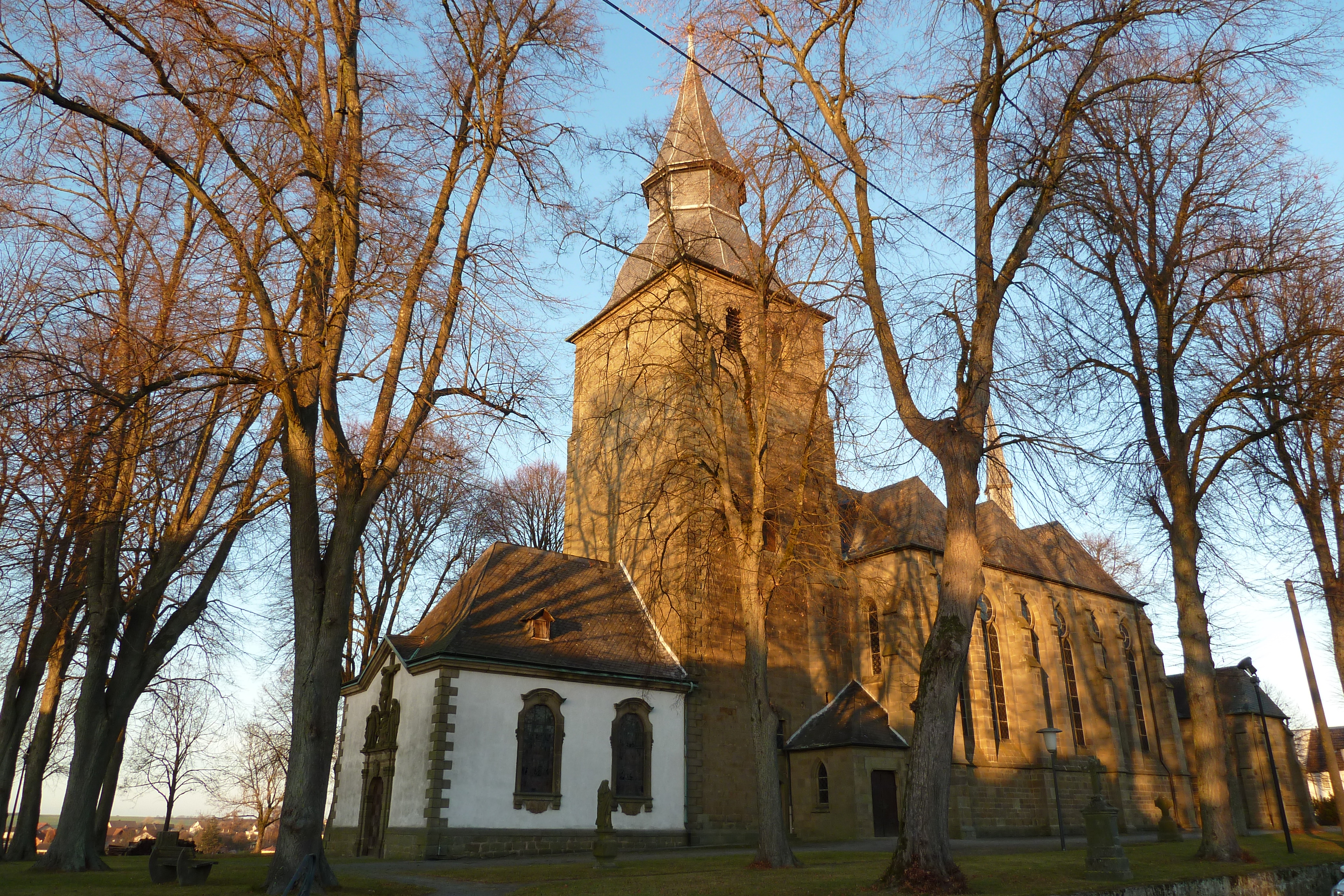
St. Johannes Baptist

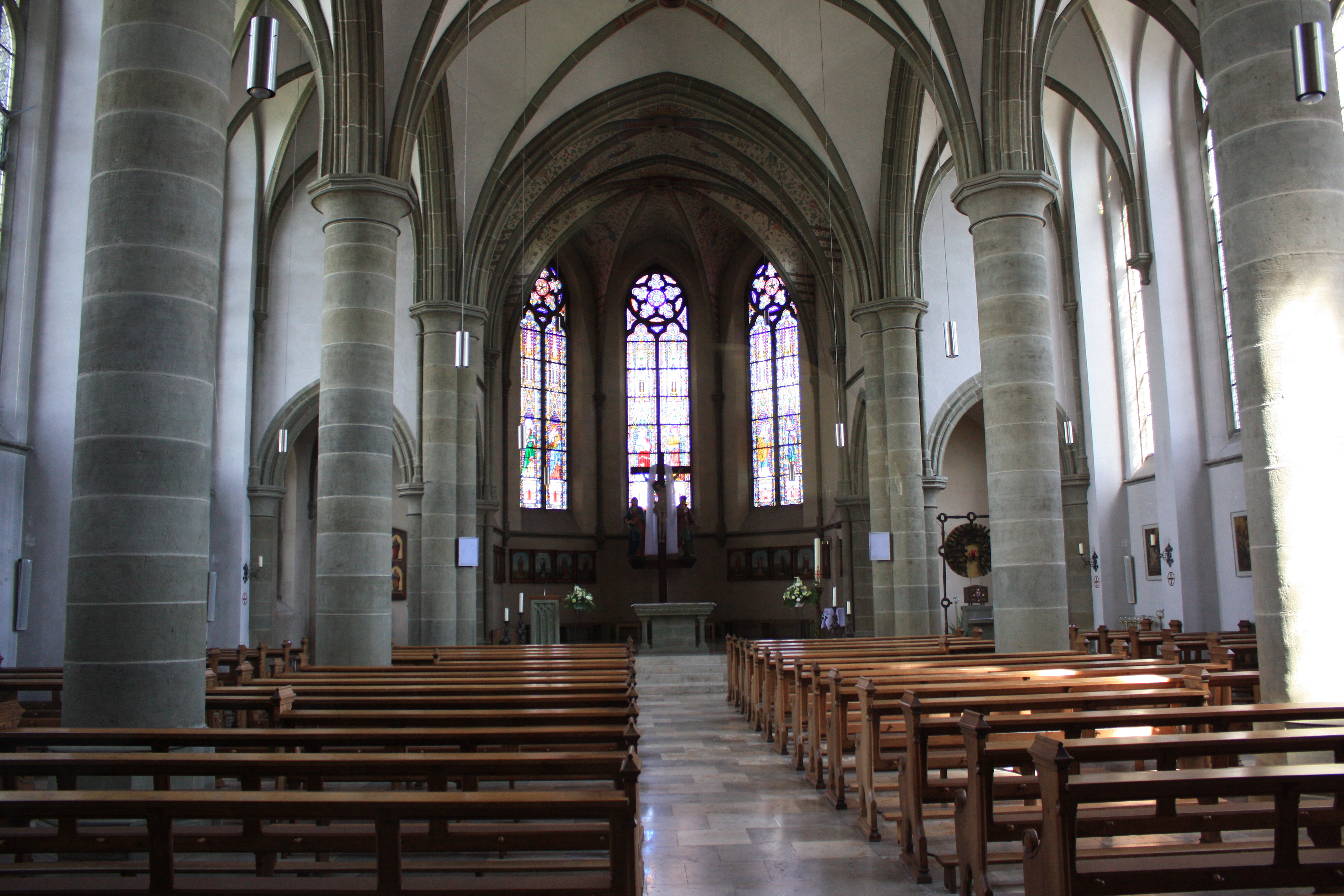
Innenansicht

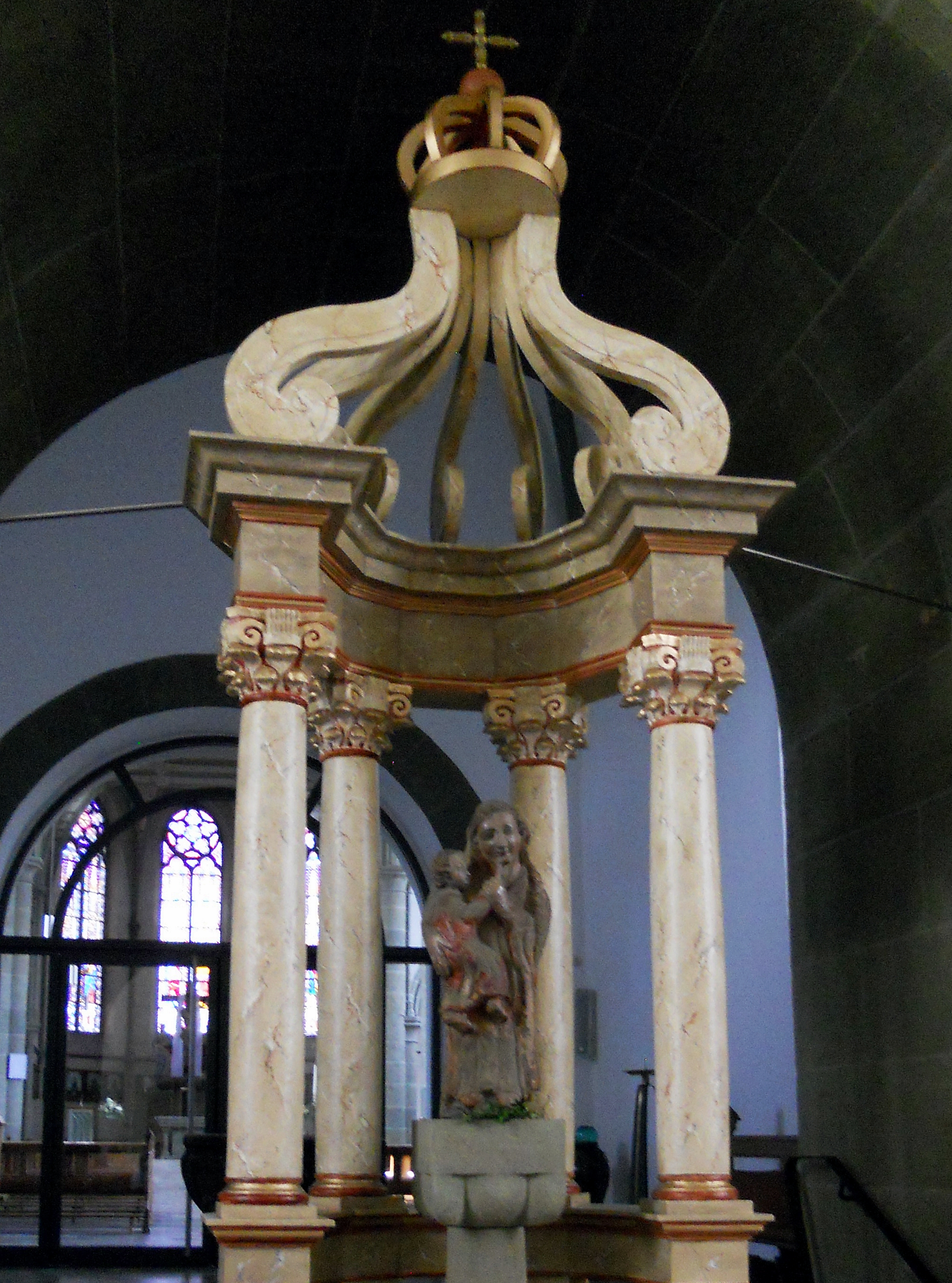
Maria vom Stein

Die katholische Pfarrkirche St. Johannes Baptist ist ein denkmalgeschütztes Kirchengebäude in Rüthen, einer Stadt im Kreis Soest, in Nordrhein-Westfalen.

## Geschichte und Architektur
Das neugotische Langhaus wurde mit einem Chor mit 5/8 Schluss und Chorseitenkapellen von 1871 bis 1874 nach Plänen von Arnold Güldenpfennig errichtet. Der Chor ist mit aufwändigen Fassungen und Glasmalereien aus der Bauzeit verziert. Im dreijochigen Langhaus ruhen Kreuzrippengewölbe auf schlanken Rundpfeilern. Die Seitenschiffe sind mit Rautengewölben ausgestattet.  Der 1737 erbaute, barocke Westturm ist nach Westen vorgelagert. Er wurde aus hammerrechtem Grünsandstein mit Eckquaderung gemauert. Die rippengewölbte Turmhalle wurde zum schlichten Saal der Kapelle und zur Kirche hin geöffnet. Zur gleichen Zeit wurde auch die dem Turm vorgelagerte neubarocke Marienkapelle gebaut. Sie ist ein flachgedeckter Saal mit reich ausgebildeten Fensterumrahmungen. In der Kapelle ist das spätromanische, volkstümlich derbe Gnadenbild Maria vom Stein untergebracht, das zum Ende des 19. Jahrhunderts überarbeitet wurde.

## Glocken
Im Kirchturm hängt ein dreistimmiges Glockengeläut:
- Eine Glocke von 1650 mit dem Schlagton fis′+3 wird Joseph Michelin zugeschrieben
- Zwei Glocken von 1703 und 1720 mit den Schlagtönen e′-1,5 und g′+4 werden B. W. Stule zugeschrieben.[2]

## Orgel
Die Orgel mit pneumatischen Kegelladen wurde 1894 von Franz Eggert aus Paderborn aufgestellt. Die Prospektpfeifen wurden 1917 für Kriegszwecke eingezogen und 1920 ersetzt. Siegfried Sauer aus Ottbergen elektrifizierte 1978 die Traktur und baute neue Einzelbälge ein. 2005 restaurierte er die Orgel umfangreich. Bis auf Namensänderungen der Register sind Klangwerk, Laden, und Prospekt im Originalzustand erhalten.